# 馬浩龍
馬浩龍（1985年3月24日—），生於日本東京，日本足球運動員，司職守門員，擁有美國和日本的國籍，父親來自剛果民主共和國，母親則是日本人。他現職摩根大通「VP」級別高層，也曾效力香港超級聯賽球隊港會。

## 早年生活
馬浩龍（前譯馬荷路）生於日本東京，父親來自剛果民主共和國，母親則是日本人，因雙親在北京邂逅，他們的普通話說得不錯，不過馬浩龍不懂中文，而他的日本名叫一生。少年時代在日職勁旅球隊川崎前鋒青年軍受訓四年，小時候司職前鋒，隨着收看日職見到一個巴西門將撲得好型，便主動改守龍門。其後又入選過神奈川縣選拔隊，1998年又獲得英國樸茨茅夫盃的U15最佳門將，可惜的是未獲提拔到一隊，之後便去了美國讀書，一邊在大學聯賽享受足球，一邊借助足球得來的獎學金升學，畢業於美國著名學府，最後為了前途選擇了金融業。2010年，馬浩龍被調派到香港工作，加入業餘性質的港會延續他的球員生涯。

## 球員生涯
2016–17球季，馬浩龍隨港甲亞軍港會升上香港超級聯賽，但港會仍然維持其業餘身份，陣中球員都有正職。港會今季特別找來香港職員為球員重新翻譯名字，馬浩龍的神勇表現更換來球迷喚他一聲「浩龍哥」。2016年8月27日，首次踢港超的馬浩龍正選上陣，最終港會以 2–6 不敵九巴元朗，成開咧3仗最大比數賽果。2016年9月9日，回歸主場的港會在門將馬浩龍屢次神救下，未有如首仗作客九巴元朗般被大炒，僅以1–2不敵和富大埔。賽後門將馬浩龍對球隊進步神速感高興：「上仗要從網內撿6次球，感覺當然不好，不過今場大家都進步了，反映我們的確有能力在超聯立足！」2016年9月23日，港會主場迎戰勁旅傑志，但強陣出擊的傑志上半場攻極不入，幾次中楣、擦柱邊出界、而比較有威脅的射門亦被港會門將「浩龍哥」全數救出，最終面對傑志全場 28 次射門只失 2 球，港會以 0–2 不敵勁旅傑志面對三連敗。
2016–17球季結束後，馬浩龍離開效力七年的港會，轉投另一隊甲組球隊觀塘。
2019–20球季，馬浩龍加盟夢想駿其。

## 球會榮譽
港會
- 香港甲組聯賽亞軍（2015–16季度）